# 华北地杨梅
华北地杨梅（学名：Luzula oligantha），为灯心草科地杨梅属下的一个植物种。